# کامرس (اکلاهما)
کامرس(به انگلیسی: Commerce) شهری در ایالت اکلاهما کشور ایالات متحده آمریکا است که جمعیت آن در سرشماری سال ۲۰۱۰ میلادی، ۲٬۴۷۳ نفر بوده‌است.

## نگارخانه

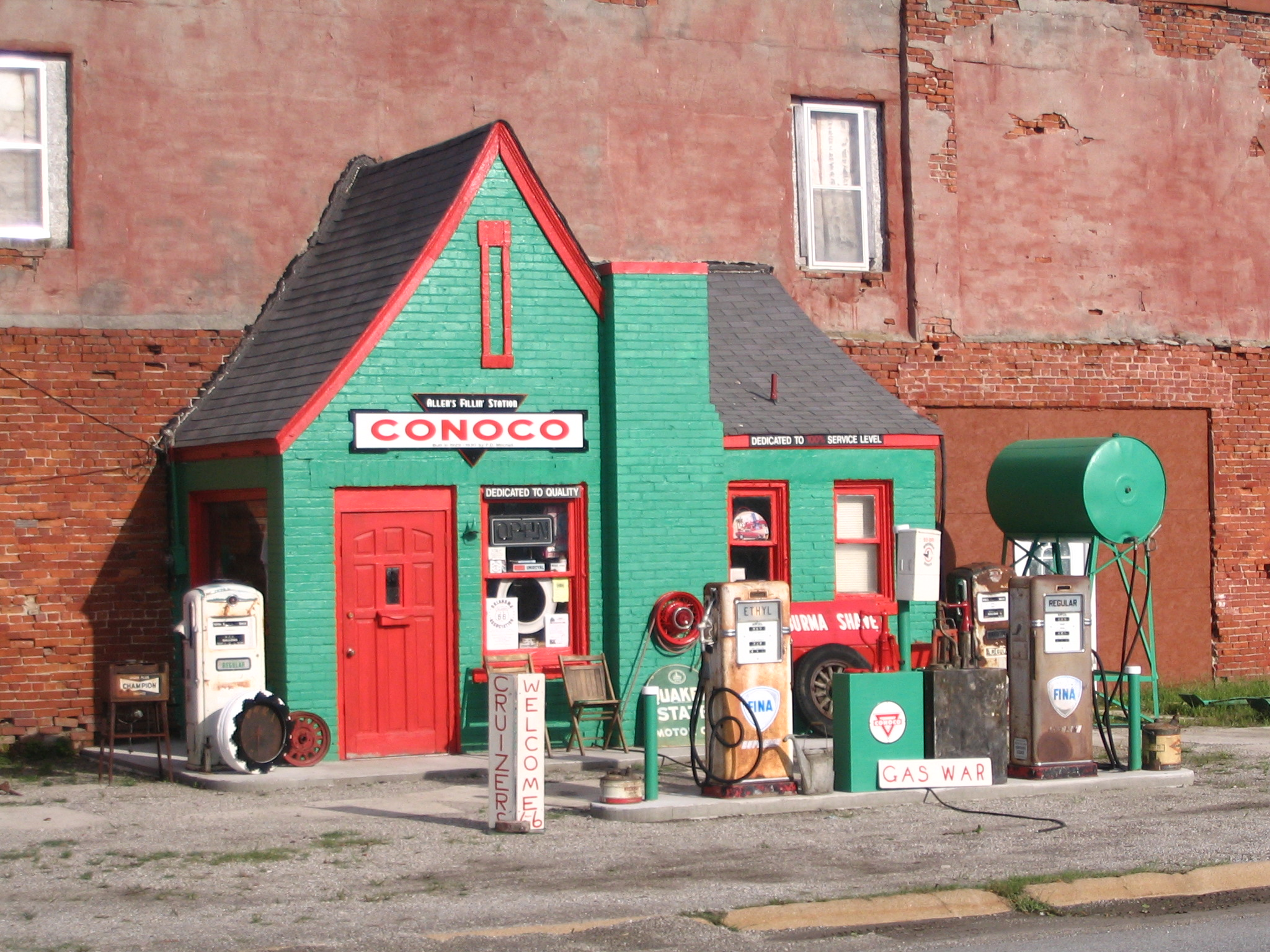
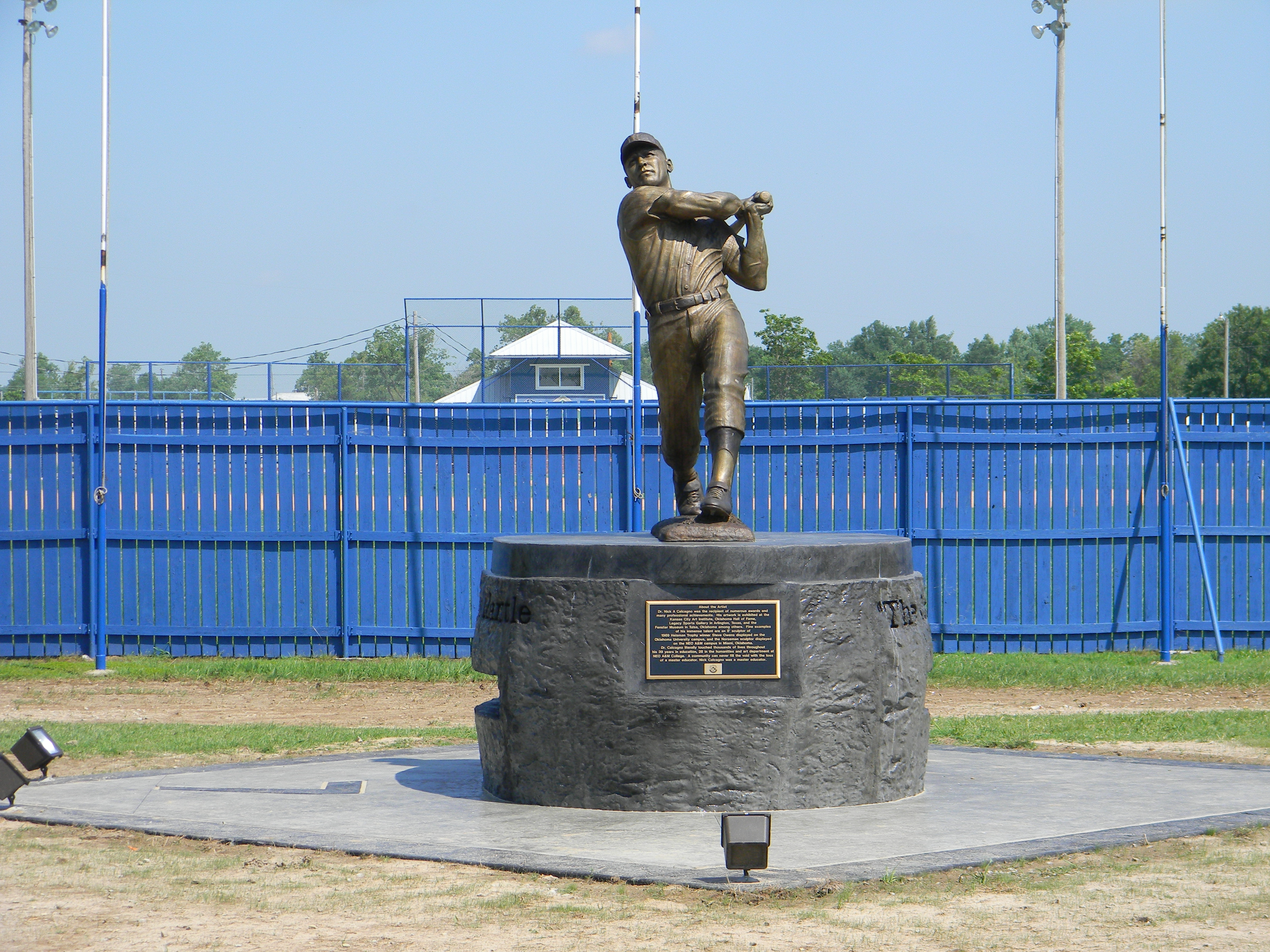